# Rifugio Alpe Moroscetto
Il rifugio Alpe Moroscetto è un piccolo bivacco, situato nel comune di Bellinzona (frazione Preonzo), nel Canton Ticino, nell'alta valle di Moleno, nelle Alpi Lepontine, a 1.844 m s.l.m.

## Storia
Il rifugio era una cascina dell'alpe Moroscetto. Si distingueva per i pascoli particolarmente apprezzati; l'alpe cessò l'attività negli anni sessanta del XX secolo. Da lì in poi divenne una cascina dove è possibile dormire.

## Caratteristiche e informazioni
Il rifugio è un monolocale con un piccolo refettorio, e 5 posti letto. È disponibile un piccolo piano di cottura a gas, con piatti e padelle. Il riscaldamento è a legna, l'acqua corrente è all'interno del rifugio.

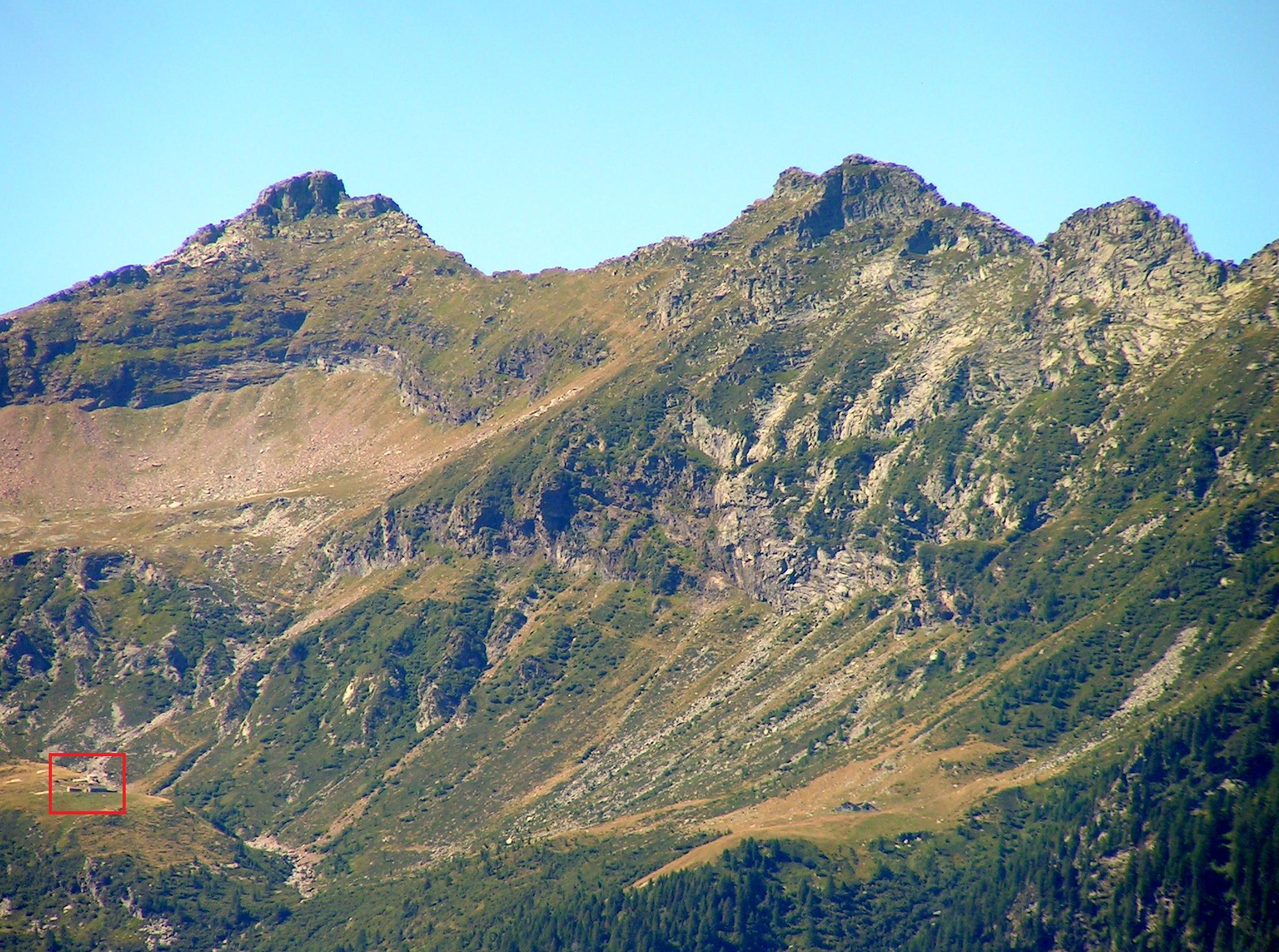
Il rifugio è a sinistra della capanna Lèis.

## Accessi
- Moleno 270 m - Moleno è raggiungibile anche con i mezzi pubblici. - Tempo di percorrenza: 5 ore e 15 minuti - Dislivello: 1.650 m - Difficoltà: T2
- Preonzo 250 m - Preonzo è raggiungibile anche con i mezzi pubblici. - Tempo di percorrenza: 6 ore - Dislivello: 1.650 m - Difficoltà: T2.

## Traversate
- Capanna Alpe di Lèis 15 min
- Capanna Borgna 1,5 ore
- Capanna Alpe di Gariss 3 ore
- Capanna Mognone 3,5 ore
- Capanna Orino 3,5 ore
- Capanna Fümegna 6,5 ore